# ألفرد غريس
ألفرد غريس (10 مارس 1866 في المملكة المتحدة - 16 سبتمبر 1929) (بالإنجليزية: Alfred Grace)‏ هو لاعب كريكت بريطاني (وحمل سابقاً جنسية المملكة المتحدة لبريطانيا العظمى وأيرلندا). لعب مع نادي مقاطعة غلوستر للكريكت ‏.

## وصلات خارجية
- ألفرد غريس على موقع إي آس بي آن كريك إنفو (الإنجليزية)